# Enrique de Estencop

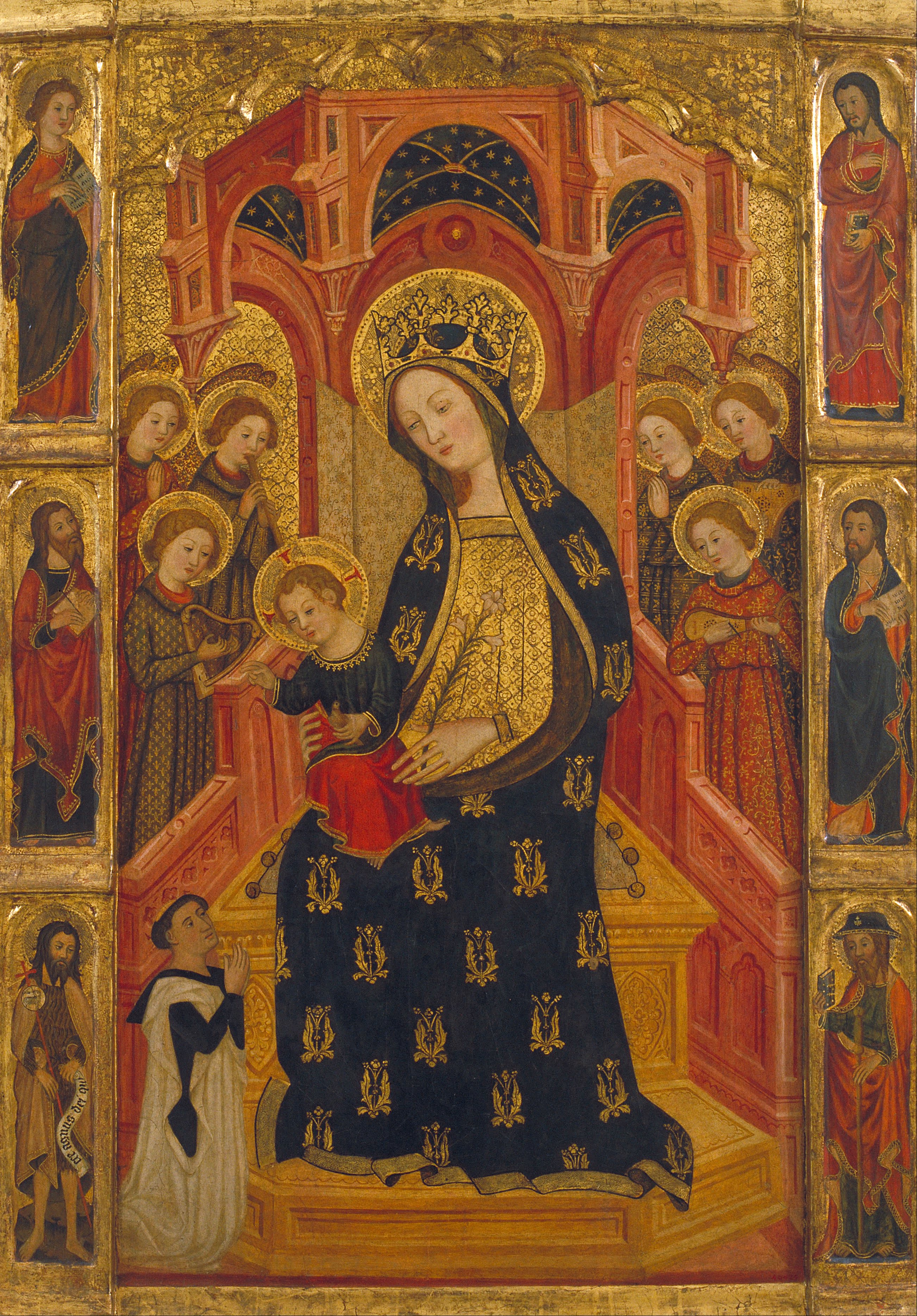
Obra conservada al MNAC

Enrique de Estencop fou un artista actiu a Saragossa entre 1387 i 1400 i especialitzat en retaules i pintura religiosa. És un representant de la pintura gòtica aragonesa. Es conserva obra seva al Museu Nacional d'Art de Catalunya, a Barcelona.